# Чавес, Уго
У́го Рафаэ́ль Ча́вес Фри́ас (исп. Hugo Rafael Chávez Frías, МФА (исп.): [ˈuɣo rafaˈel ˈtʃaβes ˈfɾi.as]; 28 июля 1954, Сабанета — 5 марта 2013, Каракас) — венесуэльский революционер, государственный и политический деятель.
Президент Венесуэлы (1999—2002, 2002—2013), председатель партии «Движение за Пятую республику» (1997—2007), затем Единой социалистической партии Венесуэлы (2007—2013), в которую вместе с несколькими политическими партиями влилось Движение.
Родился в семье учителей. Став офицером, Чавес разочаровался в существовавшей двухпартийной системе и в начале 1980-х годов основал подпольное Революционное боливарианское движение-200. В 1992 году он осуществил неудачную попытку военного переворота против избранного от партии «Демократическое действие» президента Карлоса Андреса Переса, за что был заключён в тюрьму. Освободившись в 1994 году, Чавес основал политическую партию «Движение за Пятую республику» и в 1998 году одержал победу на президентских выборах. В 2000, 2006 и 2012 годах он был переизбран. В апреле 2002 года Чавес был кратковременно свергнут в ходе государственного переворота. Заговорщики не пользовались популярностью и столкнулись с массовыми протестами населения, и спустя два дня Чавес смог вернуться к власти.
В 1999 году была принята новая конституция, и Чавес сфокусировался на проведении социальных реформ в рамках социалистической боливарианской революции. В период высоких цен на нефть в середине 2000-х годов он национализировал предприятия ключевых промышленных отраслей, создал систему местного самоуправления и осуществил социальные программы, расширившие доступ населения к продовольствию, жилью, здравоохранению и образованию, и большей частью в 2003—2007 годах были достигнуты успехи в борьбе с бедностью, ликвидации неграмотности, уменьшении разрыва в доходах и улучшении качества жизни. К концу правления Чавеса экономическая ситуация, на которой сказались предпринятые им ранее меры, в том числе контроль за ценами, и дефицит бюджета, стала нестабильной: наблюдался спад, выросли уровень бедности и инфляция, начался товарный дефицит. Значительно увеличился уровень убийств на душу населения. Полицию обвиняли в коррупции. Предоставление президенту чрезвычайных полномочий и прославлявшая его пропагандистская кампания также подвергались критике.
За то время, пока Чавес находился у власти, Венесуэла сблизилась с Кубой во главе с Фиделем, затем с Раулем Кастро, социалистическими правительствами Эво Моралеса (Боливия), Рафаэля Корреа (Эквадор) и Даниэля Ортеги (Никарагуа). Лидер Венесуэлы придерживался антиимпериалистической идеологии и был видным критиком внешней политики США, неолиберализма и принципа невмешательства государства в экономику. Себя он охарактеризовывал как марксиста. Чавес поддерживал латиноамериканскую интеграцию и играл ведущую роль в создании Союза южноамериканских наций, Сообщества стран Латинской Америки и Карибского бассейна, Боливарианского альянса для народов нашей Америки и регионального телеканала TeleSUR. Взгляды президента Венесуэлы сформировали основу идеологии чавизма, тесно связанной с идеями боливаризма и социализма XXI века.
10 января 2013 года после очередных выборов Чавес должен был принести присягу, однако Национальная ассамблея отложила церемонию в связи с состоянием здоровья главы государства, которому необходимо было восстановиться после лечения на Кубе. 5 марта того же года в возрасте 58 лет Чавес скончался от рака, которым страдал с июня 2011 года.

## Ранние годы
Уго Чавес родился 28 июля 1954 года в деревне Сабанета в штате Баринас в семье сельских учителей индейско-африканско-испанского происхождения, став вторым из семи детей. Его отец Уго де лос Рейес был ярым сторонником партии КОПЕЙ и в 1998—2008 годах занимал должность губернатора Баринаса. Родители мальчика жили в деревне Лос Растрохос. Его прапрадед по материнской линии принял активное участие в Федеральной войне на стороне федералистов во главе с генералом Саморой, которым Чавес интересовался в начальной школе, а прадед по матери, имевший прозвище «Майсанта», в 1914 году поднял антидиктаторское восстание, которое было жестоко подавлено, сам он умер в тюрьме в 1924 году.
По воспоминаниям Чавеса, его детство было «бедным, но очень счастливым». Журналистка Рори Кэролл считает, что в политических целях он мог изменить свою биографию. Мальчик мечтал стать профессиональным бейсболистом. После окончания начальной школы родители отправили Уго и его брата Адана к бабушке в Сабанету, где они поступили в лицей имени Даниэля О’Лири. Она была набожной католичкой, и Уго прислуживал в алтаре местной церкви. Отец, несмотря на небольшую зарплату, помогал братьям платить за учёбу.

### Военная академия
В семнадцатилетнем возрасте Чавес поступил в военную академию, где, помимо тактики и других военных наук, привлечённые из других университетов гражданские преподаватели учили множеству дисциплин. Живя в Каракасе, он столкнулся с широкой бедностью рабочего класса, что, по собственным словам, ещё сильнее побудило его бороться за социальную справедливость. Во время обучения в академии Чавес играл в бейсбол и софтбол в чемпионате страны по бейсболу и увлёкся изучением жизни и взглядов южноамериканского революционера XIX века Симона Боливара. Прочитав «Дневник Че Гевары», Уго заинтересовался им. В 1974 году академия послала его своим представителем на празднества по случаю 150-й годовщины битвы при Аякучо в рамках Войны за независимость Перу. В сражении заместитель Боливара генерал Сукре одержал победу над роялистами. На мероприятии выступил президент Хуан Веласко Альварадо, заявив, что военные должны действовать в интересах рабочих, когда правящий класс коррумпирован. Его идеи оказали влияние на юношу: он зачитывался книгами Веласко и почти полностью запомнил некоторые из его речей.
Во время учёбы в столице Чавес подружился с сыном панамского диктатора Омара Торрихоса, придерживавшегося левых взглядов, посетил Панаму и встретился с ним. Находясь под влиянием Торрихоса и Веласко, Чавес начал считать, что военное руководство способно сместить гражданских властей, которые, по его мнению, обслуживали лишь интересы богатой элиты. В отличие от лидеров Перу и Панамы, он был стойким оппонентом генерала Пиночета, в 1973 году пришедшего к власти в Чили. В 1975 году Чавес окончил академию в числе выпускников с самыми высокими оценками.

## Карьера в армии
Первым местом службы молодого офицера стало антипартизанское подразделение в Баринасе, хотя к тому моменту местное марксистско-ленинское подполье было уничтожено. Через некоторое время Чавес обнаружил тайник с коммунистической литературой, среди которой были труды Маркса, Ленина и Мао Цзэдуна. Офицер ознакомился с найденными книгами, из которых его любимой стала «Времена Эсекиеля Саморы». Находка ещё больше убедила Чавеса в необходимости прихода к власти левых. В 1977 году отряд, где он служил, был переведён в штат Ансоатеги для борьбы против марксистско-ходжаистской группировки «Партия красного флага». После того, как Чавес предотвратил избиение одного из подозреваемых своими однополчанами, офицер стал задумываться о состоянии вооружённых сил и применяемых ими пытках и всё больше и больше критиковать коррупцию как в среде военных, так в правительстве, считая, что доходы от продажи нефти не идут в помощь бедным, и начал симпатизировать ПКФ и их борьбе. В том же году он стал одним из основателей революционного движения «Армия освобождения народа Венесуэлы», выступавшего за установление в стране власти левых. В эту организацию, не имевшую планов восстания и пытавшуюся найти середину между правой идеологией властей и крайне левой — «Красного флага», вошли несколько преданных ему солдат. Надеясь вступить в союз с официальными левыми, Чавес несколько раз тайно встречался с видными марксистами, в том числе с основателем партии «Радикальная причина» Альфредо Манейро и Дугласом Браво.
В 1982 году Чавес прошёл переобучение в десантном батальоне и основал группу «Боливарианская революционная армия-200», позже переименованную в «Революционное боливарианское движение-200». На его лидера повлияли Самора, Боливар и Симон Родригес, ставшие тремя столпами движения. По словам Чавеса, первоначальной целью организации было изучение военной истории Венесуэлы с целью создать собственную доктрину ведения боевых действий, однако он всегда надеялся, что «Революционная армия» станет ведущей политической силой, которая бы «впитала все виды идей: левые, правые, из идеологических руин старых капиталистической и коммунистической систем». Ирландский политолог Барри Кэннон считает, что ранняя идеология РБД была «формирующейся доктриной, разнородной смесью мыслей и идеологий — универсалистской мысли, капитализма, марксизма, но отбрасывавшей неолиберальные модели, внедрявшиеся в то время в Латинской Америке, и дискредитировавшие себя модели Восточного блока».
В 1981 году Чавес, к тому времени получивший звание капитана, стал преподавать в военной академии и пытался привить студентам «боливарианские» идеи, таким образом увеличив число своих сторонников: из 133 учащихся по меньшей мере 30 стали поддерживать преподавателя. В тот же период в Революционное боливарианское движение вступил Франсиско Ариас Карденас, интересовавшийся теологией освобождения, и приобрёл в группе большое влияние, хоть и вступил в идеологический конфликт с её лидером: тот выступал за проведение военного переворота, чему противился Карденас. Через некоторое время Чавес стал вызывать подозрения у начальства и был переведён командовать частью в городке Элорса в штате Апуре, где организовал несколько общественных мероприятий и встречался с местными индейскими племенами куиба и яруро. Поначалу они не доверяли капитану, так как военнослужащие плохо относились к индейцам, однако ему удалось расположить их к себе участием в экспедициях, организованных антропологом. По словам Чавеса, встречи с ними подтолкнули его к созданию законов о защите прав коренных племён. В 1988 году он получил звание майора и стал помощником влиятельного генерала Очоа, которому Чавес приглянулся, и тот стал работать в Каракасе.

## Путч 1992 года
В 1988 году президентом был избран центрист Карлос Андрес Перес, обещавший не следовать вашингтонскому консенсусу и монетарной политике Международного валютного фонда, однако вместо этого он начал внедрять неолиберальную модель, поддерживавшуюся США и МВФ, что вызвало недовольство граждан. Перес объявил о сокращении расходов на социальные нужды и отдал приказ о жестоком подавлении массовых протестов и мародёрства. По некоторым сведениям, члены РБД приняли участие в нём. Чавес, уже имевший звание подполковника, в то время лежал в больнице с ветряной оспой. Позже он назвал действия властей «геноцидом».
Офицер начал работать над планом военного переворота под названием «Операция „Самора“», предусматривавшим захват ключевых военных объектов и учреждений связи, убийство главы государства и приход к власти Рафаэля Кальдеры. Чавес отложил назначенное на декабрь 1991 года выступление до 4 февраля 1992 года. Ранним вечером в день путча пять подразделений по его приказу вошли в Каракас. Недостаток сторонников сказался на успехе операции: подполковника поддержали менее 10 процентов вооружённых сил. После череды предательств, неверных решений и непредвиденных обстоятельств небольшой отряд во главе с Чавесом оказался заблокирован в Военно-историческом музее. Пересу удалось покинуть свою резиденцию дворец Мирафлорес. Погибло 14 солдат, 50 военнослужащих и около 80 гражданских получили ранения. В ноябре того же года была предпринята ещё одна неудачная попытка переворота. Оба из них унесли жизни по меньшей мере 143 человек, сотни были ранены.
Утром 5 февраля Чавес сдался властям и обратился к сторонникам по телевидению с призывом сложить оружие, заявив, что проиграл лишь «пока что». Венесуэльцы, в особенности неимущие, начали видеть в офицере борца с коррупцией в руководстве страны и клептократией. По мнению Рори Кэролл, произошедшее принесло Чавесу широкую известность. Он был арестован и заключён в военную тюрьму Сан-Карлос. Чавес тяжело переживал поражение, виня в нём себя. После демонстраций в его поддержку под стенами тюрьмы заключённый был переведён отбывать наказание в штат Миранда. Власти ополчились на журналистов, поддержавших его. В 1993 году Перес за должностные преступления и растрату средств в преступных целях был подвергнут импичменту.

## На пути к власти
В 1994 году на пост главы государства был избран кандидат от центристской партии «Национальная конвергенция» Рафаэль Кальдера, посвящённый в планы заговорщиков, который вскоре освободил их с запретом на дальнейшую воинскую службу. После выхода из тюрьмы Чавес отправился в стодневную агитационную поездку по стране. Ища международной поддержки своих идей, он посетил Аргентину, Уругвай, Чили, Колумбию и Кубу, где подружился с Фиделем Кастро. В Колумбии Чавес 6 месяцев обучался партизанской войне и наладил контакты с группировками АНО и ФАРК. По возвращении на родину он начал критиковать Кальдеру и его неолиберальную экономическую политику. Снижение дохода на душу населения, рост уровней бедности и преступности, по словам Кэннона, «привёл к разрыву между властями и народу, что стало благодатной почвой для появления популистского лидера».
К тому моменту Чавес укрепился во мнении, что приход к власти возможен лишь насильственным путём, так как олигархи не позволят ему и его сторонникам одержать победу на выборах, в то время как его соратник Карденас настаивал на участии в них. Тот вступил в партию «Радикальная причина» и в декабре 1995 года стал губернатором богатого нефтью штата Сулия. В ответ в июле 1997 года Чавес и его сторонники сформировали партию «Движение за Пятую республику», призванную поддержать его выдвижение на президентских выборах в 1998 году.

### Президентские выборы в 1998 году
Поначалу фаворитом избирательной кампании была Мисс Вселенная 1981 Ирен Саес, поддерживаемая КОПЕЙ — одной из двух основных партий в стране. Революционная риторика Чавеса привлекла поддержку партий «Отечество для всех», «Движение к социализму» и Коммунистической партии Венесуэлы. Благодаря обещаниям провести широкие социальные и экономические реформы он приобрёл сторонников в основном среди неимущих и рабочего класса. К маю 1998 года за Чавеса готовы были проголосовать 30 процентов избирателей, к августу — 39. В результате падения популярности Саес КОПЕЙ и «Демократическое действие» поддержали экономиста, выпускника Йельского университета Энрике Саласа Рёмера, выдвинутого от партии «Проект Венесуэла».
6 декабря 1998 года выборы состоялись. Чавес набрал 56,2 процента голосов, Рёмер — 39,97. Явка составила 63,45 процента избирателей. За первого проголосовали в основном неимущие и представители «разочарованного среднего класса», чей доход значительно уменьшился за предыдущие 10 лет, за второго — большая часть среднего и высшего классов.

## Правление

### Первый президентский срок (1999—2001)
2 февраля 1999 года Чавес принёс присягу, заявив:

Клянусь перед Богом и моим народом, что по этой умирающей конституции я проведу необходимые демократические реформы, чтобы у новой республики была Великая хартия вольностей, подходящая новым временам.— 
Новоизбранный президент уделял много времени ликвидации существовавшей системы сдержек и противовесов. Ключевые посты заняли левые союзники Чавеса, его соратники из числа военных приобрели большое влияние: в частности, главой разведки стал вошедший в число основателей Революционного боливарианского движения Хесус Урданета, губернатором федерального округа Каракас — один из лидеров путчистов Эрнан Грюбер Одреман. В руководство страны вошли также консерваторы, центристы и правоцентристы. Министр экономики осталась в должности. Недовольные называли новые власти «буржуазией» и указывали на то, что немногие из назначенцев имели опыт государственного управления. Число пришедших в политику ближайших родственников главы государства вызвало его обвинение в кумовстве.
Первоначально правительство Чавеса проводило умеренную, капиталистическую и левоцентристскую политику, имевшую много общего с курсом других латиноамериканских левых, в частности, президента Бразилии Лулы да Силва. Лидер Венесуэлы считал, что для неё подходит социально-ориентированный капитализм, следовал рекомендациям МВФ для привлечения инвесторов и с этой же целью посетил Нью-Йоркскую фондовую биржу. 27 февраля 1999, в десятилетнюю годовщину массовых беспорядков, Чавес объявил о старте программы соцобеспечения «План „Боливар 2000“», на который, по разным оценкам, было выделено от 20,8 до 113 миллионов долларов. Он предусматривал ремонт дорог и госпиталей силами 70 000 военнослужащих, предотвращение застоя воды, служащего питательной средой для комаров-переносчиков заболеваний, бесплатные лечение и вакцинацию и продажу продуктов питания по низким ценам. В мае 1999 года на государственном радио, затем на телевидении было запущено шоу «Алло, президент», шедшее днём по воскресеньям. В эфире он отвечал на звонки телезрителей, рассуждал о принятых им мерах, пел и шутил. Ранее Чавес вёл телепрограмму «Лицом к лицу с президентом», шедшую вечером по четвергам. Правительство начало издавать две газеты, одна из которых позже была закрыта из-за обвинений редакции в коррупции и бесхозяйственности, и журнал, появился новый государственный телеканал.

#### Конституционная реформа
Чавес призвал к проведению референдума, который должен был поддержать его предложение о формировании конституционной ассамблеи для создания нового основного закона. В этот орган предполагалось включить представителей со всех концов страны, в том числе и индейцев. Глава государства также заявил о намерении баллотироваться снова. Он продолжал пользоваться народной поддержкой, и 25 апреля 1999 года 88 процентов избирателей проголосовали за план президента. Выборы в ассамблею были назначены на 25 июля того же года. Из всех 1171 кандидатов более 900 были оппонентами Чавеса, однако на выборах его сторонники получили 125 из 131 места, в том числе все, закреплённые за коренным населением. Лояльный ему конституционный орган начал работать над проектом нового основного закона, предусматривавшим большую роль исполнительной власти и облегчавшим введение цензуры. 12 августа ассамблея проголосовала за наделение себя полномочиями ликвидации государственных органов и увольнения чиновников, пользовавшихся репутацией коррумпированных и обвинённых в «преследовании лишь собственных интересов», провозгласила «чрезвычайное судебное положение» и получила возможность перестраивать существовавшую судебную систему. Верховный суд принял постановление о правомерности действий ассамблеи. В новой конституции его заменил Верховный трибунал. Таким образом, конституционный орган занял главенствующее положение в государстве.
В декабре 1999 года состоялся референдум, на котором 72 процента проголосовавших поддержали новый основной закон. Документ предусматривал прогрессивные меры по защите окружающей среды и охране индейских племён, социально-экономические гарантии и выплату пособий, а также расширение президентских полномочий: срок пребывания его на посту был увеличен, он мог распускать Конгресс, издавать законы о правах граждан, присваивать офицерам звания и осуществлять контроль над экономическими и финансовыми вопросами. В правительство вошли представители вооружённых сил, призванных обеспечивать общественный порядок и помогать развитию страны, что конституция ранее запрещала. По указанию Чавеса Республика Венесуэла была переименована в Боливарианскую Республику Венесуэлу. Новый основной закон уничтожил большую часть существовавшей системы сдержек и противовесов. Более 15 лет под контролем чавистов находились все ветви власти, чему положили конец парламентские выборы 2015 года.

### Второй президентский срок (2001—2007)
По новой конституции для легитимизации главы государства и правительства были необходимы выборы, состоявшиеся в июле 2000 года. Впервые одновременно избирались, помимо президента и конгрессменов, губернаторы, мэры и депутаты местных и региональных парламентов. Ближайшим соперником Чавеса на выборах главы государства стал его бывший друг и соратник Карденас, который, став губернатором штата Сулия, начал поддерживать центристов и осуждал бывшего товарища как автократа. Несмотря на опасения некоторых его приверженцев в том, что от Чавеса отвернулись его бывшие сторонники в рядах среднего класса и священства, он одержал победу с результатом 59,76 процента голосов «за», превзойдя свой результат на выборах 1998 года. Президента вновь поддержали небогатые слои общества. Члены его партии заняли 101 из 165 мест в Конгрессе.
В этом же году Чавес укрепил свои геополитические и идеологические связи с Кубой, заключив соглашение о поставке в это государство 53 000 баррелей нефти в день по льготному тарифу в обмен на 20 000 кубинских врачей и учителей, которые должны были работать в Венесуэле. Впоследствии ежедневный объём поставок был увеличен до 90 000 баррелей, что значительно улучшило состояние экономики острова, пострадавшего от экономического кризиса в 1990-х годах, и уровень жизни его обитателей. В Венесуэлу прибыли ещё 40 000 кубинских медиков и преподавателей. Тем временем отношения её и США ухудшились: в конце 2001 года после начала войны в Афганистане Чавес в одном из выпусков своей телепередачи продемонстрировал фотографии детей, погибших при бомбардировке, и призвал американцев прекратить «массовое убийство невиновных», заявив, что «терроризм нельзя победить терроризмом». Вашингтон негативно отреагировал на его слова.
В начале XXI века Венесуэла была пятым по объёму экспортёром сырой нефти, которая составляла 85,3 процента всего её экспорта. Прежние власти пытались приватизировать нефтяную отрасль, в которой большую роль играли американские корпорации, а правительство Чавеса стремилось национализировать большую часть её предприятий, подчинив их госкорпорации PDVSA. В 2001 году был принят Закон об углеводородах, предусматривавший увеличение налогов для нефтедобывающих компаний и создание фирм с государственным участием. К 2006 году по меньшей мере 51 процент всех 32 соглашений, заключённые между PDVSA и частными корпорациями в 1990-х годах, перешёл под контроль государства.

#### Противостояние с оппозицией
Во время первого срока Чавеса оппозиция ему, по словам политолога Барри Кэннона, была «сильна, но достаточно сдержанна … жалобы касались в основном процедурных вопросов о реализации конституции». Большая часть оппонентов президента была недовольна «кубанизацией» страны: как и Кастро, он упразднил верхнюю палату парламента, что обеспечило его большей властью, и начал формировать группы преданных сторонников на местах, которых, вероятно, тренировали в качестве бойцов режима. Действия главы государства подогрели в народе страх: граждане думали, что он обманул их и стремится к личной диктатуре. В январе 2001 года произошло первое организованное выступление против властей, вызванное реформами образовательной системы, предусматривавшими включение в учебники большого количества пропаганды. После ознакомления родителей с новыми книгами выяснилось, что это отредактированные кубинские пособия с заменёнными обложками. Протестующие, большая часть которых принадлежала к среднему классу и чьи дети ходили в основном в частные школы, прошли маршем по центру Каракаса, скандируя: «Не лезьте к моим детям». Несмотря на то, что Чавес осудил недовольных, назвав их «эгоистами и индивидуалистами», им удалось добиться отмены реформы и принятия компромиссной образовательной программы. В ноябре того же года главе государства удалось провести через парламент 49 законов о социальном обеспечении и экономике, что сильно разозлило оппозицию.
В 2001 году была учреждена организация «Демократический координатор гражданских действий», куда вошли оппозиционные главе государства политические партии, корпорации, большинство СМИ, ассоциация предпринимателей, Институционный военный фронт, созданный в марте 2000 года группой отставных офицеров, недовольных политикой в отношении вооружённых сил, и Центральный профсоюз. Возглавил «Координатора» влиятельный бизнесмен Педро Кармона. Эта организация и другие оппоненты Чавеса обвинили его в стремлении превратить Венесуэлу в диктатуру путём централизации власти среди сторонников президента в Национальной ассамблее и предоставления ему всё больших и больших полномочий. Помимо обвинений в подражании однопартийной социалистической Кубе и критики за личную дружбу с Кастро недовольные называли его «авторитарным популистом-транжирой», чей курс вредил стране.

##### Путч, забастовки, референдум о досрочной отставке
10 апреля 2002 года на массовом антиправительственном митинге в Каракасе 20 человек погибло, более 110 получили ранения. Группа высокопоставленных оппонентов главы государства в рядах офицерского корпуса использовало беспорядки как возможность для его свержения. 11 апреля заговорщики предложили Чавесу уйти в отставку. Тот по совету связавшегося с ним Кастро согласился и был заключён в собственную резиденцию на острове Орчила. Кармона провозгласил себя временным президентом, отменил конституцию 1999 года и создал небольшой комитет для управления страной. Протесты в поддержку экс-президента и недостаточная популярность Кармоны, чьи меры некоторые недовольные им считали тоталитарными, привели к его свержению. 14 апреля Чавес возвратился к власти. Он сдержанно отреагировал на произошедшее: собрал более центристскую экономическую команду, вернул уволенных им совет директоров и менеджеров PDVSA, чья отставка стала одной из причин переворота, и начал укреплять боеспособность государства: закупил в России 100 000 автоматов Калашникова и несколько вертолётов, а в Бразилии — некоторое количество лёгких штурмовиков Embraer EMB 314 Super Tucano, выросло число военнослужащих.
В том же году после назначения Чавесом в руководство государственной нефтедобывающей компании своих политических союзников и сторонников, имевших мало или вовсе не имевших опыта работы в отрасли, корпорацию охватила двухмесячная забастовка. 19 000 бастовавших за незаконное оставление рабочих мест подверглись увольнению, вместо них были набраны пенсионеры, иностранные специалисты и военнослужащие. По некоторому мнению, кадровые перестановки лишь ослабили оппозицию, так как их жертвами стали многие менеджеры PDVSA, недовольные Чавесом.
С принятием конституции 1999 года стало возможным проведение референдума о досрочной отставке президента. Оппозиция воспользовалась этой возможностью, и в августе 2004 года референдум состоялся. При 70-процентной явке 59 процентов избирателей проголосовали за оставление Чавеса в должности. Тогда его поддержал практически только малообеспеченный рабочий класс, в отличие от большей части среднего класса, недовольного значительным левым сдвигом курса лидера Венесуэлы.

#### «Социализм XXI века»
В январе 2005 года Чавес стал продвигать идеологию «социализма XXI века», отличавшуюся от раннего боливаризма, по природе бывшего социал-демократическим и сочетавшего в себе элементы капитализма и социализма. Новый курс, предполагавший установление в странах Латинской Америки демократического социализма, президент Венесуэлы противопоставлял марксистско-ленинистскому социализму, которому в XX веке следовали СССР и КНР. Два этих государства он не считал по-настоящему демократическими из-за отсутствия представительной демократии и крайне авторитарной системы власти. В мае 2006 года Чавес совершил серию частных поездок в Европу, во время одного из которых объявил о намерении поставлять дешёвое топливо неимущим на континенте. В июле 2005 года начал вещание региональный телеканал Telesur, призванный составить конкуренцию CNN и американским испаноязычным каналам. В 2006 году была запущена государственная киностудия.

### Третий президентский срок (2007—2013)
В декабре 2006 года Чавес с результатом 63 процента «за» вновь одержал победу на президентских выборах. В этот раз его основным соперником стал губернатор штата Сулия социал-демократ Мануэль Росалес. После объявления результатов действующий глава государства заявил о начале «распространения революции». 15 декабря он объявил об объединении поддерживавших его левых партий, ранее собранных в коалицию «Патриотический полюс», в одну гораздо большую Единую социалистическую партию, и призвал их отказаться от старой символики. По мнению политолога Барри Кэннона, создание ЕСП преследовало цель «объединить разнородные элементы [боливарианского движения], дать низам доступ в политику и к принятию решений [и] собрать их и руководство в единой организации», а также снизить масштабы клиентелизма и коррупции и дать движению большую независимость: по словам президента, «массы сами будут выбирать лидеров, что позволит появиться настоящим лидерам».
Чавес заявил, что партии, не вошедшие в состав Единой социалистической партии, не должны быть представлены в правительстве, однако после того, как некоторые из них отказались подчиниться президенту, он уступил. Поначалу создание единой партии встретило массовую поддержку в народе, её численность к 2007 году выросла до 5,7 миллионов человек. Международная организация труда выразила опасения, что некоторых избирателей принуждали вступать в ЕСП. В этом же году была создана конституционная комиссия под председательством известного писателя и сторонника Чавеса Луиса Бритто Гарсия, призванная выработать поправки к основному закону. Предложенные её социально-прогрессивные меры включали уменьшение продолжительности рабочей недели, закрепление статуса афро-венесуэльцев и недопустимость дискриминации по сексуальной ориентации, а также значительное расширение президентских полномочий: его срок был увеличен до 7 лет, ему позволялось избираться неограниченное число раз, а власть централизовывалась в руках её исполнительной ветви. В декабре 2007 года на референдуме поправки были отклонены 50,65 процента голосов. 43,95 процента избирателей не явились на участки. Поражение стало первым для Чавеса за тринадцать выборов и референдумов, состоявшихся в его правление. К нему привело, помимо недовольства изменениями, по словам Кэннона, «отсутствие внутренней дискуссии по ним … разочарование в реализации социальных программ, рост уровня преступности и коррупция во власти».
С целью проверить, насколько глубоко укоренилась в обществе концепция боливарианской революции, глава государства объявил о намерении баллотироваться по истечении своего срока в 2013 году и править до 2030 года. По конституции 1999 года ему было запрещено выдвигать свою кандидатуру, и 15 февраля 2009 года на референдум было вынесено предложение об отмене ограничения в два срока для всех выборных должностей, в том числе и президента. При явке в примерно 70 процентов 54 процента высказались за поправки.

### Четвёртый президентский срок (январь—март 2013)
7 октября 2012 года Чавес с результатом в 54 процента голосов «за» одержал победу над своим соперником Энрике Каприлесом на президентских выборах. Они ознаменовались рекордной 80-процентной явкой и активной кампанией кандидатов. Действующего главу государства поддержала значительная часть малоимущих. Оппозиция обвинила его в значительных тратах для подъёма собственной популярности среди этих слоёв населения. Инаугурация, назначенная на 10 января, по состоянию здоровья Чавеса была отложена. Бывший посол Панамы в Организации американских государств заявил, что 31 декабря у Чавеса произошла смерть мозга. Официальные лица отрицали сообщения о кончине президента.
5 марта 2013 года Чавес, страдавший раком с 2011 года, умер. До проведения выборов пост главы государства занял вице-президент Николас Мадуро.

## Идеология
Лидер Венесуэлы агитировал за «социализм XXI века», однако чёткие его границы Чавес так и не определил: он призывал к свободе, равенству, социальной справедливости и солидарности. Свои взгляды он называл боливаристскими, так как они развились из идей Симона Боливара. На них также оказали влияние наставник последнего философ Симон Родригес и генерал Эсекиель Самора. Политолог Грегори Уилперт считает, что «ключевые ингредиенты революционного боливаризма Чавеса — акцент на важности образования, единство армии и народа, латиноамериканская интеграция, социальная справедливость и суверенитет». Среди них также назывались последовательный национализм, культ личности видных исторических фигур и прославление Чавеса как «выразителя воли народа», пересмотр истории XX века, в том числе ранее бытовавшей в стране двухпартийной системы, и борьба против капитализма и глобализации при активном цитировании Маркса. В 1996 году в интервью Чавес заявил:

Я не марксист, но я не против марксистов. Я не коммунист, но я не против коммунистов.— 
В 2006 году президент Венесуэлы осудил марксистскую идею диктатуры пролетариата, а в 2010 году назвал себя «марксистом в той же степени, что и последователи Иисуса Христа и освободителя Америки Симона Боливара», объявил, что «принял марксизм» и признал, что не читал «Капитал». В 2006 году Чавес назвал себя коммунистом, в 2007 году — «троцкистом» и процитировал Маркса и Ленина.
Первыми личностями, оказавшими на Чавеса заметное влияние, стали придерживавшиеся националистических взглядов бывший президент Перу Хуан Веласко Альварадо, лидер Панамы Омар Торрихос и бывший президент Венесуэлы Маркос Перес Хименес, осуществивший инфраструктурные проекты, которого Чавес считал лучшим своим предшественником. Он многое почерпнул из идей Фиделя Кастро. На Чавеса также повлияли взгляды аргентинского идеолога неофашизма Норберто Чересоле, бывшего его советником в начале его правления, Джузеппе Гарибальди, Антонио Грамши и Антонио Негри. В 2005 году лидер Венесуэлы заявил, что следует учению Иисуса Христа, которого он считал «первым» и «величайшим» социалистом, а Иуду Искариота — «первым капиталистом».

## Уго Чавес и «Ось добра»
После неудачного переворота сотрудничество между венесуэльским и кубинским лидерами ещё более укрепилось. Понимая, что им не справиться в одиночку в условиях враждебного окружения, они пришли к выводу о необходимости создания единого антиимпериалистического фронта, способного противостоять «агрессивным режимам» Западного полушария. Уго Чавес пытается создать вокруг Венесуэлы ось государств-единомышленников, разделяющих его революционные боливарианские идеи. Такой режим в последнее время установился в Боливии с избранием президентом Эво Моралеса. В конце 2006 года в ряде государств Центральной и Южной Америки победу одержали потенциальные союзники Уго Чавеса — Даниэль Ортега в Никарагуа и Рафаэль Корреа в Эквадоре.
Для обозначения союза Венесуэла — Куба — Боливия Уго Чавес в начале 2006 года изобрёл термин «ось добра» — в противовес американской «оси зла». Эти государства сближает не только левая антиимпериалистическая и антиамериканская риторика их лидеров, но и реальная взаимная выгода от сотрудничества: по данным США, Венесуэла ежедневно поставляет на Кубу около 90 тыс. баррелей нефти по льготным ценам — что позволяет Кубе зарабатывать на реэкспорте нефти. Куба, как уже говорилось, направила в Венесуэлу десятки тысяч своих технических специалистов, в том числе около 30 тыс. врачей. Для Боливии Венесуэла является источником инвестиций для разработки газовых месторождений.
В начале июля 2006 Чавес, выступая в качестве почётного гостя на саммите Африканского союза в Гамбии, призвал африканские страны «оказывать сопротивление американскому неоколониализму» и установить более тесные связи между Латинской Америкой и 53 государствами-членами панафриканской организации.
В июле 2006 Уго Чавес совершил поездку по ряду государств, которые, по его мнению, должны стать участниками единого антиимпериалистического фронта — после очередной встречи с Фиделем Кастро он посетил Беларусь, Россию (Волгоград — Ижевск — Москва) и Иран (который он посетил уже пятый раз). Первоначально зарубежное турне также включало поездку в КНДР, но впоследствии было решено вместо этого посетить Вьетнам, Катар, Мали и Бенин.
В Иране Уго Чавес заявил: «Венесуэла всегда и везде будет вместе с Ираном — в любое время, в любой ситуации. История показывает, что до тех пор, пока мы едины, мы можем противостоять империализму и побеждать его». Это заявление было сделано на другой день после того, как 28 июля пять постоянных членов СБ ООН сделали Ирану последнее предупреждение о необходимости прекратить обогащение урана. Махмуд Ахмадинежад, со своей стороны, ответил: «Я чувствую, что встретил брата и человека, с которым находишься в одном окопе… Иран и Венесуэла стоят рядом и поддерживают друг друга. Президент Чавес является источником прогрессивного и революционного течения в Южной Америке и вносит заметный вклад в противостояние империализму». Уго Чавес был награждён высшим государственным орденом Исламской Республики.
По возвращении Уго Чавес выступил в прямом эфире телепрограммы «Алло, президент!», где проговорил около пяти часов на самые разные темы. В частности, он заявил о намерении создать национальную систему ПВО, которая «прикроет все Карибы». Новая система ПВО позволит отслеживать воздушные цели на расстоянии 200 км и уничтожать их за 100 км до подлёта к территории Венесуэлы.
Чавес выступал как яростный критик экспансионистской политики США и глобализации. 20 сентября 2006 на сессии Генеральной ассамблеи ООН Чавес назвал Буша-младшего «дьяволом». По словам Чавеса, Буш выступал накануне в ООН как «хозяин мира», и мир должен быть обеспокоен таким подходом американского руководства.
В январе 2007 Венесуэлу посетил президент Ирана Махмуд Ахмадинежад. Ещё в июле 2006 Иран и Венесуэла заключили 29 экономических соглашений, в частности о создании СП в сфере добычи и переработки нефти, а также в металлургии, машиностроении и фармацевтике. Тогда же для финансирования совместных проектов был создан фонд в размере 2 млрд долл. В январе 2007 были подписаны очередные соглашения и Ахмадинежад пообещал в течение 3 лет довести иранские инвестиции в Венесуэлу до 3 млрд долл., а Уго Чавес подтвердил готовность защищать право Ирана на развитие мирных ядерных технологий. Ключевым событием визита стало создание совместного фонда по противодействию политике США. При этом иранский президент заявил: «Мы очень рассчитываем на поддержку всех сил, заинтересованных в Латинской Америке, Азии и Африке». По мнению наблюдателей, Ахмадинежад имел в виду КНР.

## Итоги правления

### Экономика и социальная политика
Со времени прихода к власти в 1999 году Чавес проводил экономическую политику демократического социализма, предусматривавшую перераспределение богатства, земельную реформу и демократизацию экономической активности путём рабочего самоуправления и создания рабочих кооперативов. С ростом цен на нефть в начале 2000-х годов и пополнением валютных запасов, чего Венесуэла не знала с 1980-х годов, он начал осуществлять социальные программы, направленные на улучшение экономических, социальных и культурных условий в стране, что позволило ему укрепить собственную власть: были построены тысячи бесплатных медпунктов для бедных, введены субсидии на приобретение пищи и улучшение жилищных условий. Был достигнут прогресс в ликвидации неграмотности, развитии здравоохранения, борьбе с бедностью, расширены экономические, культурные и социальные права населения, улучшилось качество жизни. В мае 2007 года лидер Венесуэлы отменил вступительные экзамены в высшие учебные заведения. В значительной степени он опирался на поддержку «малоимущих слоёв населения, которым пошли на пользу реформы здравоохранения и [другие] подобные меры».
Мера неравенства в доходах коэффициент Джини упал с 0,495 в 1998 году до 0,39 в 2011 году, что стало самым низким его значением в западном полушарии после Канады. К 2011 году 94,77 процента венесуэльцев старше 15 лет владели грамотой, однако некоторые учёные подвергают сомнению заслугу Чавеса в этом. По официальным данным, уровень бедности снизился с 48,6 процента в 1999 году до 32,1 в 2013 году, что было выше среднего показателя по Латинской Америке за тот год, по данным ООН. За два года после смерти Чавеса уровень бедности вернулся к прежнему значению.
Меры, принятые властями, опирались на прибыль от продажи нефти, ключевого источника доходов местной экономики, и в результате она пострадала от голландской болезни. По оценке экономиста Марка Вайсброта, экономический рост в стране начался «после того, как правительство установило контроль над государственной нефтяной компанией в первом квартале 2003 года». В ОПЕК Чавес зарекомендовал себя как сторонник жёстких квот на добычу нефти и боролся за повышение цены на неё. По данным политолога Барри Кэннона, доля прибыли от продажи нефти в бюджете выросла с 51 процента в 2000 году до 56 спустя 6 лет, доля её экспорта увеличилась с 77 процентов в 1997 году до 89 в 2006 году. По его словам, проблема «нефтяной иглы» стала одной из наиболее серьёзных за всё правление Чавеса. В 2009 году ВВП страны сократился на 3,2 процента, в следующем году — на 1,5. В начале 2013 года госдолг составлял 70 процентов ВВП, а бюджетный дефицит — 13. В 2012 году доля нефтяного экспорта возросла до 96 процентов, а доход от него составил почти половину от всего бюджета, что Всемирный банк расценил как крайне опасную угрозу для экономики страны. По оценке журнала Foreign Policy, в 2008 году весь экспорт, за исключением нефтяного, «рухнул».
Излишние траты на социальные программы и строгие меры по отношению к бизнесу усугубили экономический дисбаланс и были среди факторов, привёдших к росту инфляции, уровня бедности, снижению бюджетных ассигнований на здравоохранение и товарному дефициту, появившемуся в последние годы президентства Чавеса. Это наряду с угрозой дефолта и недружелюбному отношению к частным компаниям вылилось в отсутствие иностранных инвестиций. Несмотря на несколько волн национализации, власти отрицали негативные изменения, произошедшие с частным сектором. К середине сентября 2012 года официальный обменный курс составлял 4,3 боливара за доллар. На чёрном рынке за него давали 11,19 боливара. В январе 2013 года Heritage Foundation поставил Венесуэлу на 174 из 177 мест в рейтинге стран по экономической свободе. По словам биографа Чавеса Николаса Козлоффа, лидер Венесуэлы «не отверг капитализм, но много сделал для того, чтобы бросить вызов его более радикальной, неолиберальной модели развития». Аналитики считают, что его смерть не повлияла на экономическую ситуацию в стране.

### Продовольственная политика
В 1980-х—1990-х годах уровни здоровья и питания населения были низки, социальное неравенство в доступе к пище, напротив, высоко. Чавес поставил себе цель снизить его, обеспечив граждан базовыми пищевыми продуктами, и достичь продовольственного суверенитета. Основным методом, благодаря которому планировалось предоставить всем экономическим классам доступ к пище, стал контроль цен на базовые пищевые продукты, введённый в 2003 году. В 1998—2006 годах смертность от недоедания снизилась наполовину. Власти конфисковали у крупных землевладельцев более 2 миллионов гектаров и перераспределили их.
Из-за контроля над ценами предприниматели не могли импортировать продовольствие, что привело к товарному дефициту. В нём Чавес обвинил «спекулянтов и укрывателей» и не отступил от принятых им мер. В 2003—2011 годах цены на пищевые продукты в Каракасе выросли в девять раз, а зарплаты — меньше, чем на 40 процентов. Недоставало пищевого масла, куриного мяса, сухого молока, сыра, сахара и говядины. Из-за контроля цен вырос спрос на продовольствие, затруднение импорта привело к большей опоре на собственное производство, что лишь увеличило масштабы дефицита. В 2010—2013 годах его уровень возрос с 10 до 20 процентов. Для борьбы с дефицитом правительство национализировало предприятия пищевой отрасли. Для реализации собственной концепции продовольственной безопасности Чавес открыл сеть государственных супермаркетов Mercal, имевшую 16 000 магазинов и 6000 суповых кухонь по всей стране и 85 000 сотрудников. Сеть распродавала пищу по крайне низким ценам, однако базовых продуктов, в том числе мяса, часто не хватало, а покупателям приходилось отстаивать длинные очереди.

### Уровень преступности
В 1980-х—1990-х годах уровень преступности в Латинской Америке неуклонно рос. Количество убийств на душу населения в Колумбии, Сальвадоре, Венесуэле и Бразилии было выше среднего по региону. За четыре года с начала правления Чавеса уровень убийств увеличился до 44 на 100 000 человек, что связывается в том числе с политической напряжённостью в стране. К 2011 году уровень похищений вырос в 20 раз по сравнению с 1999 годом. Причиной этому называется реформа уголовного судопроизводства, в ходе которой были амнистированы тысячи «политических заключённых», решивших, что власти не будут заступаться за обеспеченных граждан, и криминальная активность колумбийских группировок. По данным правозащитников, заключённые легко обзаводились оружием, наркотиками и алкоголем. К 2007 году государство прекратило вести статистику преступлений. По разным оценкам, число убийств на душу населения возросло в три или даже в четыре раза. Большинство из них происходило в густонаселённых столичных трущобах. В 2010 году в Каракасе был самый высокий уровень убийств в мире. По данным Управления ООН по наркотикам и преступности, в 2012 году в Венесуэле убили 13 080 человек.
По статистике Национального института статистики, утёкшей в прессу, в 2009 году в стране имели место 16 917 похищений, лишь по 7 процентам из которых были открыты уголовные дела. 90,4 процента таких преступлений происходили в городской местности, 80 из них носили быстрый характер, а их жертвами в подавляющем большинстве случаев становились мужчины среднего возраста, принадлежавшие к низшему среднему и среднему классам. В 2009 году в газетах появилась информация о том, что власти планируют прикрепить следователей к районным моргам в Каракасе, чтобы полицейские информировали родственников убитых. Тем советовали не сообщать о смерти близких в СМИ в обмен на ускорение процедуры выдачи тела. В сентябре 2010 года Чавес признал, что с начала его правления уровень преступности в Венесуэле вырос. В том же году Международная кризисная группа опубликовала доклад, в котором утверждалось, что рост преступности в первые годы его президентства был вызван в том числе факторами, на которые он не мог повлиять. При этом согласно данным этой организации Чавес игнорировал коррупцию в высших эшелонах власти, а международные преступные группировки благодаря покровительству властей вели деятельность как в Венесуэле, так и в Колумбии, что привело к росту числа похищений и убийств на душу населения и объёмов наркоторговли. Сторонники президента утверждали, что благодаря полиции преступная активность в стране снизилась, а в штатах, где уровень убийств высок, правит оппозиция.

### Коррупция
В декабре 1998 года Чавес провозгласил собственной целью «уничтожить коррупцию во власти», однако её масштабы за время его правления лишь увеличились из-за безнаказанности должностных лиц. В 2004 году Верховный суд оказался под полным контролем чавистов, правительство получило возможность отправлять судей в отставку. За ним последовал и Национальный выборный совет, призванный осуществлять наблюдение за электоральным процессом. Через этот орган президент пытался провести конституционную реформу, позволившую бы ему избираться неограниченное число раз. После неудачного референдума 2007 года Чавес изменил границы избирательных округов так, чтобы от сельских районов, где его партия пользовалась более высокой поддержкой избирателей, избиралось больше членов парламента. В результате изменений, которые действовали уже на парламентских выборах 2010 года, страна была разделена на две части: 18 малонаселённых регионов (48 процентов населения) выбирали 101 депутата, а 6 густонаселённых регионов (52 процентов населения) — только 64. В индексе восприятия коррупции от 2012 года, составленном неправительственной организацией Transparency International, Венесуэла оказалась на 165 месте из 174, разделив его с Бурунди, Чадом и Гаити. Большинство граждан считали, что меры по борьбе со взяточничеством, предпринимаемые государством, неэффективны, а наиболее коррумпированными являются органы судебной, законодательной и правоохранительной систем.

### Права человека
Вскоре после избрания Чавеса в 1998 году уровень свободы, по оценке неправительственной организации Freedom House, снизился, Венесуэла была названа «частично свободной». Конституция, принятая год спустя, по оценке Human Rights Watch, «значительно расширила гарантии прав человека». В 2004 году Amnesty International подвергла критике власти за расследование свержения главы государства в 2002 году, заявив, что привёдшие к гибели людей инциденты «не были эффективно расследованы и не повлекли наказания», а «безнаказанность организаторов побуждает новые нарушения прав человека в условиях изменчивого политического климата». По мнению, озвученному организацией, во время протестов в 2004 году с требованием референдума национальная гвардия и разведка «в ряде случаев, вероятно, применили излишнюю силу с целью поставить ситуацию под контроль». Многие из протестовавших не предстали перед судом в установленный законом срок. В 2008 году HRW опубликовала доклад, в котором обвинила властей Венесуэлы в политической дискриминации, ликвидации независимости судебной власти, «широком спектре мер, ограничивших защиту прав человека», «ослаблении демократических институтов», урезании свободы слова журналистов и собрания рабочих и «возможности гражданского общества содействовать [соблюдению] прав человека в Венесуэле». В ответ из страны были выдворены два сотрудника организации, работавшие над докладом. Более ста учёных-латиноамериканистов подписались под открытым письмом левой лоббистской организации Council on Hemispheric Affairs с его критикой за, по их мнению, неточную информацию, преувеличение, вырывание из контекста, нелогичную аргументацию и излишние ссылки на оппозиционные газеты в качестве источников.
В 2010 году после серии политически мотивированных арестов Amnesty International обвинила правительство страны в преследовании оппонентов. В том же году вышел доклад Организации американских государств, в котором выражалась обеспокоенность свободами выражения и слова, нарушениями прав человека, авторитаризмом, угрозой демократии, постепенным уничтожением принципа разделения властей, состоянием экономической инфраструктуры в Венесуэле и полномочиями президента назначать судей федеральных судов. Наблюдателям организации был запрещён въезд в страну. Чавес подверг критике прозвучавшие обвинения, заявив, что авторы доклада не посещали её. По словам одного из местных официальных лиц, сведения в докладе были искажены и вырваны из контекста. В ноябре 2014 года Венесуэла ответила на вопросы Комитета ООН против пыток, касающиеся случаев, имевших место в 2002—2014 годах. По словам одной из его членов, «за последние 10 лет за нарушения прав человека были осуждены 12 госслужащих, в то время как жалоб за тот же период поступило более 5000».
В рейтинге свободы прессы, составленном Freedom House в 2011 году, Венесуэла была названа несвободной. По оценке организации, в 2010 году наступление на свободу СМИ продолжалось. В аналогичном индексе «Репортёров без границ» от 2009 года страна получила одну из худших характеристик в регионе.

#### Обвинения в антисемитизме
Антисионизм Чавеса и близкие отношения Венесуэлы и Ирана привели к его характеристике как антисемита. В одной из своих рождественских речей он обвинил евреев в убийстве Христа, личном обогащении, разорении и несправедливости по всему миру. Чавес называл войну в секторе Газа «Холокостом против палестинского народа» и в январе 2009 года выслал из страны израильского посла. Ранее в еврейских школах и общественных центрах проходили обыски по подозрению в подготовке заговора и хранении оружия. В августе 2004 года он «предостерёг граждан от поддержки евреев в стремлении свести на нет его победу на референдуме». В комнате ожидания министерства внутренних дел лежали антисемитские листовки. В январе 2009 года вандалы совершили нападение на синагогу в Каракасе. Ответственность на произошедшее президент страны возложил на «олигархию».

### Международные отношения
Хоть чавизм в попытке изменить Южную Америку оказал влияние на другие движения на континенте, его масштабы были преувеличены властями страны, а само оно имело нестабильный характер. В правление Чавеса внешняя политика Венесуэла сконцентрировалась на латиноамериканской экономической интеграции путём «нефтяной дипломатии»: в августе 2004 года Венесуэла и Куба стали первыми членами Боливарианского альянса для народов нашей Америки, в июне 2005 года первая основала международную организацию Петрокарибе, поставлявшую членам нефть в кредит на выгодных условиях, что сделало страну более зависимой от неё и в долгосрочной перспективе — более уязвимой. В мае 2008 года Венесуэла вошла в состав свежесозданного Союза южноамериканских наций, в 2011 году в Каракасе прошёл первый саммит Сообщество стран Латинской Америки и Карибского бассейна, на котором председательствовал Чавес. Он налаживал отношения с авторитарными режимами и радикальными движениями, считавшимися антизападными: близкие связи были установлены с Кубой и Ираном, развивались контакты с Россией, с которой были заключены оружейные сделки на несколько миллиардов долларов, и Беларусью. Несмотря на то, что Венесуэла была одним из главных экспортёров нефти в США, её лидер неоднократно критиковал «империю». В 2006 году в речи перед ООН он назвал американского президента Джорджа Буша «дьяволом», а его преемника Обаму позже объявил «клоуном».

#### Контакты с ФАРК
По данным Международного института стратегических исследований, «правительство Чавеса спонсировало представительство ФАРК в Каракасе и предоставило ему доступ к спецслужбам», а во время переворота в 2002 году эта организация «согласилась [в ответ] на запрос [венесуэльских спецслужб] провести курс обучения городскому терроризму, в частности, заказным убийствам и подрывному делу». Институт не обнаружил доказательств совершения политических убийств колумбийской группировкой. Официальные лица отрицали обвинения в связях с организацией и заявили, что в докладе содержатся «грубые ошибки». В 2007 году власти Колумбии провели рейд с целью устранения одного из лидеров повстанцев Рауля Рейеса. Во время операции были обнаружены ноутбуки с документами группировки. Согласно официальным данным, в них содержалась информация о платеже в 300 млн долларов со стороны венесуэльских властей, «многолетних политических и финансовых связях» между ними и ФАРК, «встречах на высшем уровне между боевиками и эквадорскими официальными лицами», а также переговорах о покупке 50 кг урана и его продаже. В 2015 году бывший телохранитель Чавеса заявил, что в 2007 году его наниматель лично встречался с руководством группировки в одном из сельских районов Венесуэлы и создал систему поставки боевиками наркотиков, провозимых в страну в желудках скота, в обмен на деньги и оружие. По словам телохранителя, помощь им оказывалась с целью ослабить врага Чавеса президента Колумбии Альваро Урибе.

## Личная жизнь
Во время службы в Баринасе Чавес женился на Нанси Кольменарес, происходившей из рабочего класса. В сентябре 1978 года на свет появилась их дочь Роса Вирхиния, в марте 1980 года — её сестра Мария Габриэла, в октябре 1983 года — сын Уго Рафаэль.
В 1984 году Уго встретил недавно разведённую учительницу истории Эрму Марксман, с которой много лет имел отношения. Под именем «Команданте Педро» она участвовала в деятельности Революционного боливарианского движения. В июле 1993 года они расстались.
Во время агитационной поездки по стране после выхода из тюрьмы Чавес завёл романы с некоторыми из своих сторонниц и познакомился с Марисабель Родригез. В 1997 году пара поженилась, и вскоре у них родилась дочь Росинес. В июне 2000 года (по другим данным, в начале 2002 года) они стали жить раздельно, а в январе 2004 года развелись.
Чавеса обвиняли в интригах на стороне во время обоих браков, однако они оставались недоказанными и опровергались окружением президента. По словам одного из бывших его сотрудников, Чавес дарил любовницам подарки и имел от некоторых из них внебрачных детей. В 2014 году его преемник Мадуро признал существование двух внебрачных дочерей экс-президента.
Чавес увлекался чтением, любил смотреть документальные и художественные киноленты, отдавая предпочтение фильмам с Клинтом Иствудом и «Гладиатору», которого глава государства смотрел трижды. Ещё одним его хобби было изучение английского языка. В 2008 году Единая социалистическая партия Венесуэлы выпустила музыкальный альбом Musica Para la Batalla (с исп. — «музыка для битвы»), в котором Чавес лично исполнил «Майсанте» — песню о своём прадеде.
В апреле 2010 года Чавес завёл аккаунт в Twitter под названием «Смелый Чавес» (исп. chavezcandanga), на который за первые сутки подписалось более 25 000 человек. По состоянию на 21 января 2013 года их число составляло почти 4 миллиона. По словам президента, в ведении аккаунта ему помогала команда из 200 человек.
Чавес был католиком и одно время мечтал стать священником. Корни своего социалистического курса он видел в учении Иисуса Христа, которого называл «настоящим коммунистом, антиимпериалистом и врагом олигархии». Президент Венесуэлы постоянно конфликтовал со священством и призывал епископов читать Маркса, Ленина и Библию. Одного из местных религиозных лидеров, выступившего против изменения конституции в 2007 году, Чавес назвал «приговорённым к аду».
Врач, якобы лечивший президента в первые годы его правления, считал, что тот страдал биполярным аффективным расстройством. В 2010 году его заместитель по партии Альберто Мюллер Рохас заявил в интервью, что Чавес «склонен к циклотимии — переменам настроения от эйфории до уныния». По иной версии, такая манера поведения использовалась им для атаки на оппонентов и разделения общества.

## Болезнь и смерть
В июне 2011 года Чавес, находясь в Гаване, обратился к нации и сообщил, что перенёс операцию по удалению внутритазового абсцесса и злокачественной опухоли. Вице-президент Элиас Хауа заявил, что глава государства продолжает выполнять свои обязанности в полном объёме и нет необходимости замещать его из-за пребывания Чавеса за границей. 3 июля официальные лица опровергли информацию о полном удалении опухоли и сообщили, что президенту предстоит долгий период восстановления. 28 июля в свой 57-й день рождения он произнёс речь, в которой признал, что проблемы со здоровьем заставили его кардинально поменять свои взгляды, сделав их «более разнообразными … вдумчивыми и многогранными», и призвал средний класс и частный сектор активнее участвовать в боливарианской революции — по его словам, это жизненно важно. 9 июля 2012 года Чавес объявил, что полностью выздоровел, однако в ноябре того же года сообщил о необходимости дальнейшего лечения от рака на Кубе.
8 декабря 2012 года лидер Венесуэлы сообщил о предстоящей операции по удалению опухолевых клеток, которая прошла спустя три дня. После хирургического вмешательства он перенёс респираторную инфекцию, однако врачам удалось добиться успехов в борьбе с ней. 20 декабря вице-президент Николас Мадуро объявил о послеоперационных осложнениях. 3 января 2013 года появилась информация о том, что Чавес перенёс тяжёлую лёгочную инфекцию, вызвавшую дыхательную недостаточность, несмотря на принятые меры. Позже сообщалось, что организм больного сумел справиться с ней. 18 февраля после двух месяцев лечения на Кубе он вернулся на родину. 1 марта Мадуро заявил, что глава государства проходит курс химиотерапии. 4 марта власти страны сообщили, что у него началась острая респираторная инфекция.
5 марта 2013 года вице-президент Мадуро объявил о том, что Уго Чавес умер от рака. По словам командующего президентской гвардией генерала Орнельи, причиной смерти стал обширный инфаркт. В последние месяцы жизни президент не мог говорить, однако перед смертью передал генералу: «Я не хочу умирать. Прошу вас, не дайте мне умереть». Министр обороны Альфредо Молеро заявил, что власти США отравили покойного или заразили его онковирусом, что официальный представитель госдепартамента назвал «абсурдом».
8 марта 2013 года венесуэльские власти объявили об отмене похорон Чавеса. Его тело забальзамировали и выставили в Музее Революции.
В июле 2018 года экс-генпрокурор Венесуэлы Луиса Ортега Диас заявила, что Уго Чавес умер не в марте 2013 года, а на четыре месяца раньше — в декабре 2012-го.

## Память
В 2005—2006 годах Чавес входил в список 100 наиболее влиятельных людей мира по версии журнала Time, где отметили антиглобализм венесуэльского лидера и распространение им антиамериканских настроений в Латинской Америке. В 2013 году он посмертно был удостоен национальной премии в области журналистики имени Боливара.
В 2009 году в честь Чавеса был назван футбольный стадион в ливийском Бенгази, в 2011 году переименованный в «Мучеников февраля». В 2013 году его имя получил Латиноамериканский культурный центр в Санкт-Петербурге. В том же году в Москве появилась улица Чавеса, в 2014 году в Минске открылся парк, названный в его честь. В ноябре 2013 года в боливийском городе Риберальта был установлен трёхметровый памятник Чавеса (утрачен во время массовых беспорядков 2019 года).
Образ бывшего президента Венесуэла отражён в фильмах Оливера Стоуна «К югу от границы» и «Мой друг Уго». Политик появляется в американском сериале «Хорошая жена» (2 сезон, 20 серия: "Foreign Affairs"), где его роль исполнил мексиканский актёр Карлос Ферро (в титрах не указан).
7 октября 2016 года на малой родине Чавеса (в городе Сабанета) был открыт подаренный Россией шестиметровый памятник венесуэльскому президенту. На табличке памятника было написано: «Выдающемуся сыну венесуэльского народа и верховному командующему Уго Чавесу Фриасу в день годовщины его рождения 28 июля 2016 года по поручению президента России Владимира Путина — нефтяная компания „Роснефть“, президент Игорь Сечин, скульптор Сергей Казанцев».

## Награды
- Большая цепь ордена Освободителя
- Орден Франсиско Миранды 1 класса
- Орден «Звезда Карабобо»
- Военный орден генерала Рафаэля Урданета[исп.] 1 класса
- Крест Сухопутных войск[исп.]
- Орден «Хосе Марти» (17 ноября 1999 года, Куба)[381]
- Орден «Карлос Мануэль де Сеспедес» (14 декабря 2004 года, Куба)[382]
- Орден Аугусто Сесара Сандино (Никарагуа)
- Цепь ордена Франсиско Морасана (27 января 2014 года, Гондурас, посмертно)[383]
- Цепь орден Южного Креста (Бразилия)
- Цепь ордена Освободителя Сан-Мартина (Аргентина)
- Медаль Восточной Республики Уругвай (15 марта 2006 года, Уругвай)[384]
- Орден Исламской Республики[англ.] (29 июля 2006 года, Иран)[385][386].
- Орден Омейядов (27 июня 2010 года, Сирия)[387].
- Орден Звезды Палестины (16 мая 2014 года, Палестина, посмертно)[388]
- Большая лента ордена Республики Сербии (6 марта 2013 года, Сербия, посмертно)[389].
- Большая цепь ордена Инфанта дона Энрике (8 ноября 2001 года, Португалия)[390].
- Орден Дружбы народов (23 июля 2008 года, Беларусь) — за большой личный вклад в развитие белорусско-венесуэльского сотрудничества[391].
- Орден «Уацамонга» (23 июля 2010 года, Южная Осетия)[392]
- Орден «Честь и слава» (23 июля 2010 года, Абхазия)[393]
- Международная премия имени М. А. Шолохова в области литературы и искусства (2007)